# Mouhammad Al-Shaybânî
Ne doit pas être confondu avec Muhammad Shaybânî.
Mouḥammad ibn al-Ḥasan al-Shaybānī  ou ach-Chaybani (749 – 805) (arabe : محمد بن الحسن الشيباني) était un éminent juriste hanafite, disciple de Abou Hanifa et de Abou Youssuf.
L'imam Muhammad est né à Wasit, et grandit à Koufa, en Irak. Comme Abou Yousuf, il étudia d'abord les hadiths. Il étudia sous l'imam Abu Hanifa jusque sa mort, puis sous Abou Yousuf pendant trois ans. Il passa également trois ans à étudier auprès de l'imam Malik, et constitue un des rapporteurs de son recueil de hadith Al-Muwatta. Les imams Ash-Shâfi'î et Ahmad Ibn Hanbal étudièrent au départ auprès de lui à Bagdad.
Il accepta un poste de cadi durant le califat de Haroun al-Rachid, mais l'abandonna peu après du fait de trop nombreux compromis à faire ; il retourna à son poste d'enseignant islamique à Bagdad.
Il est l'auteur du Grand recueil (Al-Djâmi Al-Kabîr) et de Zahir ar-riwaya, rapportant les positions de l'imam Abu Hanifa, dont l'œuvre, pour sa plus grande part, été conservée,,